# Alexia Delgado
Alexia Fernanda Delgado Alvarado (Tepic, Nayarit, México; 9 de diciembre de 1999) es una futbolista mexicana. Jugaba de centrocampista y su equipo actual es el Tigres UANL Femenil.
Es internacional absoluta por la selección de México desde 2019.

## Trayectoria
Delgado debutó por el Club América en la primera edición de la Primera División Femenil de México en 2017. Disputó 18 encuentros, 13 como titular.
En 2018 se unió a los Arizona State Sun Devils de la Universidad Estatal de Arizona.
Jugó para el cruz azul de la liga MX femenil en el 2022 y desde enero del 2023 participa con los tigres de la UANL de la liga MX femenil

## Selección nacional
Delgado fue seleccionada juvenil por México desde 2014. Jugó en el Torneo olímpico juvenil de Nankín 2014, el segundo lugar del Campeonato Femenino Sub-17 de la Concacaf de 2016 y la Copa Mundial Femenina de Fútbol Sub-17 de 2016.
A nivel sub-20, fue parte del equipo que ganó el título del Campeonato Femenino Sub-20 de la Concacaf de 2018.
Debutó por la selección de México el 1 de marzo de 2019 contra Tailandia, por un encuentro amistoso.

## Clubes
| Club                                   | País           | Año       |
| -------------------------------------- | -------------- | --------- |
| Club América                           | México         | 2017-2018 |
| Arizona State Sun Devils (Universidad) | Estados Unidos | 2018-2023 |
| Tigres UANL                            | México         | 2023-2025 |

Cruz azul liga femenil de México

## Vida personal
En diciembre de 2021, se graduó de Sports Business en la Universidad Estatal de Arizona.

## Palmarés

### Títulos internacionales
| Título                                    | Club                       | País              | Año  |
| ----------------------------------------- | -------------------------- | ----------------- | ---- |
| Campeonato Femenino Sub-20 de la Concacaf | Selección de México sub-20 | Trinidad y Tobago | 2018 |